# Богдан Боцев
Богдан Емилов Боцев е български икономист и политик от БСП. Народен представител от коалиция „БСП за България“ в XLV, XLVI, XLVIII и XLIX народно събрание.

## Биография
Богдан Боцев е роден на 30 април 1980 година в град Гоце Делчев, Народна република България. Племенник е на генерал Андрей Боцев. Завършва Природо-математическата гимназия „Яне Сандански“ в родния си град, а след това висше със специалност „Счетоводство и контрол“ в УНСС и магистърска степен по „Валутен и митнически контрол“ в Стопанска академия „Д. А. Ценов“ в град Свищов.
През 2012 година е назначен за Заместник-кмет на община Гоце Делчев, с ресор „Финанси, спорт и младежки дейности“, като преди това работи 12 г. в общинската администрация.